# 小金沢駅
小金沢駅（こがねざわえき）は、宮城県気仙沼市本吉町小金沢にある、東日本旅客鉄道（JR東日本）気仙沼線BRT（バス高速輸送システム）のバス停留所である。元々は気仙沼線の鉄道駅であった。

## 歴史
- 1957年（昭和32年）2月11日：日本国有鉄道（国鉄）気仙沼線の駅として開業[2]。旅客のみ取扱いの駅員無配置駅[3]。
- 1987年（昭和62年）4月1日：国鉄分割民営化により、JR東日本の駅となる[2]。
- 2011年（平成23年）3月11日：東北地方太平洋沖地震で発生した津波により流失[4]。
- 2012年（平成24年）8月20日：BRTで仮復旧[5]。駅は国道上に移設。
- 2013年（平成25年）8月6日：気仙沼方面に約400メートル、宮城交通・ミヤコーバス「赤牛海岸」バス停と同位置に移設[6]。
- 2020年（令和2年）4月1日：柳津駅 - 気仙沼駅間の鉄道事業廃止により、鉄道駅としては廃駅となる[7][8]。

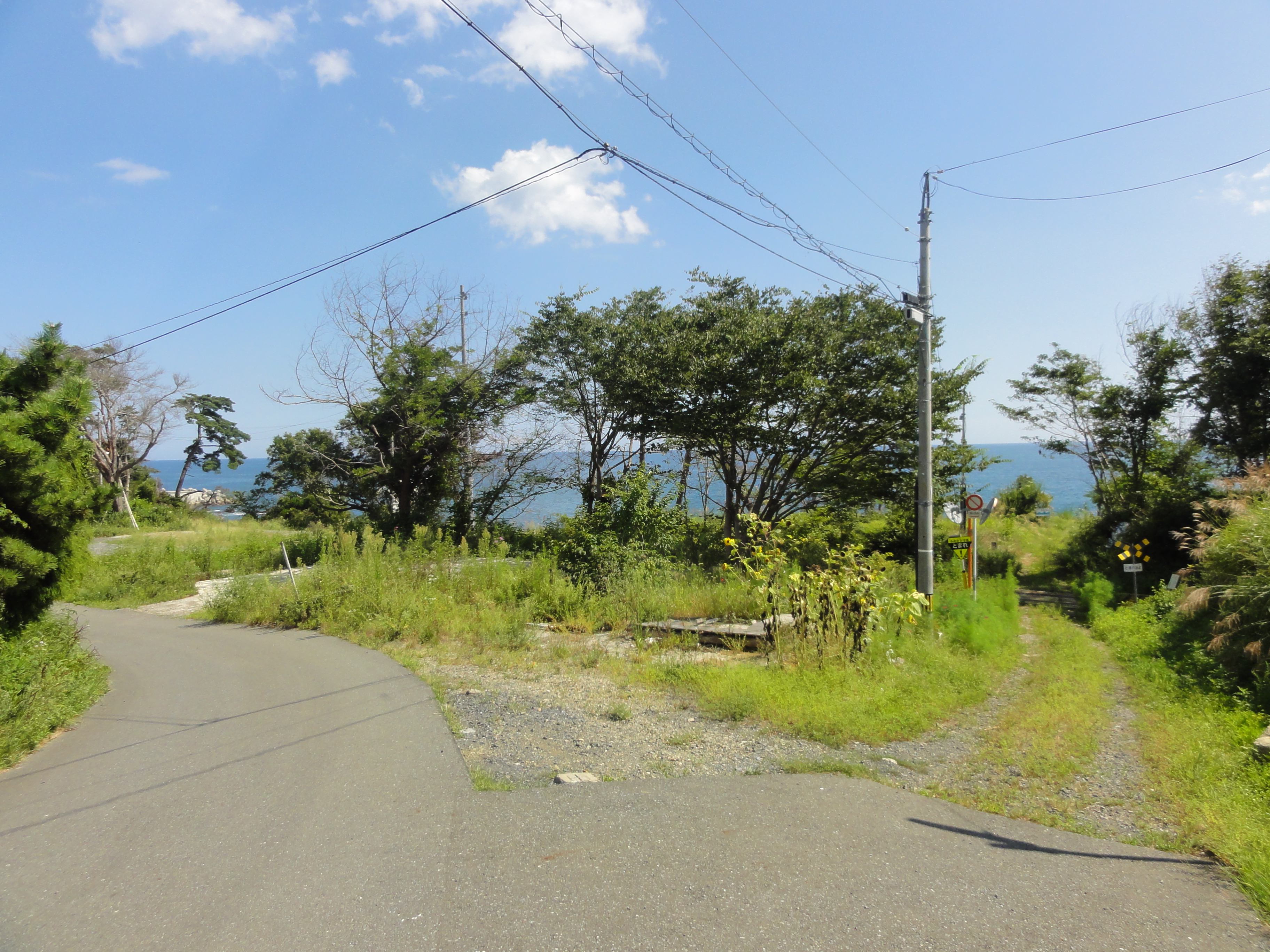
駅跡地（2012年9月）
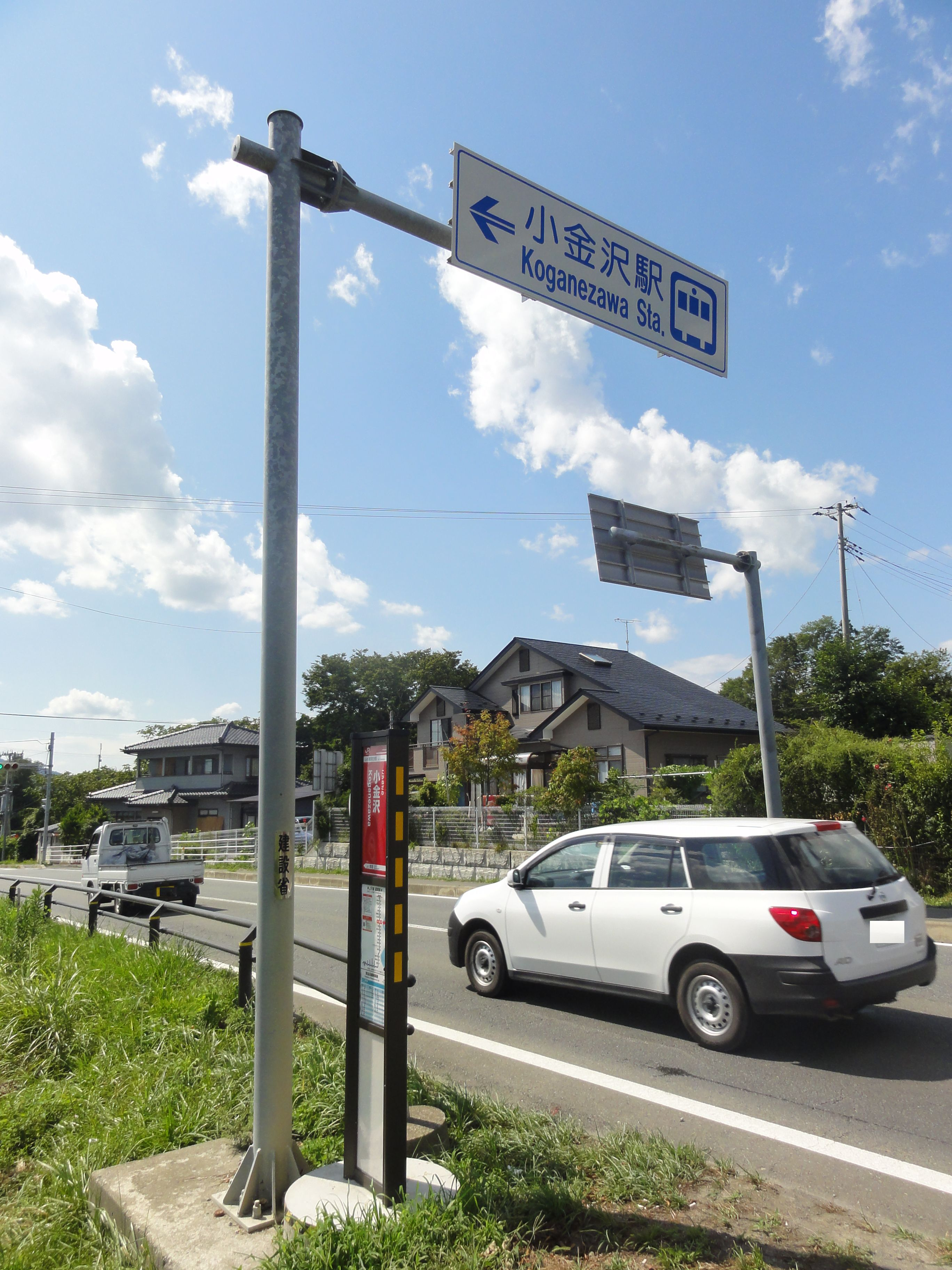
移設前のBRTのりば（2012年9月）

## 駅構造
当駅前後は一般道走行区間であり、BRTの運行開始当初から国道上に設置されている。バスベイ型の停留所で、気仙沼方面のりばにのみ待合室が設置されている。
震災発生前は単式ホーム1面1線を有する地上駅で、気仙沼駅管理の無人駅であった。

## 利用状況
JR東日本によると、2023年度（令和5年度）の1日平均乗車人員は10人である。
2013年度（平成25年度）以降の推移は以下のとおりである。
| 乗車人員推移       | 乗車人員推移     | 乗車人員推移    |
| 年度               | 1日平均 乗車人員 | 出典            |
| ------------------ | ---------------- | --------------- |
| 2013年（平成25年） | 19               | [ 利用客数 2 ]  |
| 2014年（平成26年） | 23               | [ 利用客数 3 ]  |
| 2015年（平成27年） | 19               | [ 利用客数 4 ]  |
| 2016年（平成28年） | 20               | [ 利用客数 5 ]  |
| 2017年（平成29年） | 19               | [ 利用客数 6 ]  |
| 2018年（平成30年） | 23               | [ 利用客数 7 ]  |
| 2019年（令和元年） | 21               | [ 利用客数 8 ]  |
| 2020年（令和02年） | 13               | [ 利用客数 9 ]  |
| 2021年（令和03年） | 10               | [ 利用客数 10 ] |
| 2022年（令和04年） | 11               | [ 利用客数 11 ] |
| 2023年（令和05年） | 10               | [ 利用客数 1 ]  |

## 駅周辺
- 国道45号

## 隣の停留所
東日本旅客鉄道（JR東日本）
■気仙沼線BRT
本吉駅 - 小金沢駅 - 大谷海岸駅
- 鉄道時代の隣の駅も上記と同様であった。

### 記事本文
1. 1 2 3  『週刊 JR全駅・全車両基地』 56号 新庄駅・気仙沼駅・鳴子温泉駅ほか80駅、朝日新聞出版〈週刊朝日百科〉、2013年9月15日、24頁。
2. 1 2 3  石野哲（編）『停車場変遷大事典 国鉄・JR編 Ⅱ』（初版）JTB、1998年10月1日、483頁。ISBN 978-4-533-02980-6。
3. ↑  「通報 ●新線開業について（営業局）」『鉄道公報』日本国有鉄道総裁室文書課、1957年1月19日、2面。
4. ↑  「【東日本大震災】JR東日本、太平洋沿岸の23駅流失」『Sankei Biz』2011年4月1日。オリジナルの2011年4月13日時点におけるアーカイブ。2025年7月30日閲覧。
5. ↑  「気仙沼線における暫定的なサービス提供開始について (PDF)」（プレスリリース）、東日本旅客鉄道仙台支社／東日本旅客鉄道盛岡支社、2012年7月18日。2015年7月12日時点のオリジナル (PDF)よりアーカイブ。2025年7月30日閲覧。
6. ↑  「【9/5より】JR気仙沼線BRT（バス高速輸送システム）の時刻表 (PDF)」東日本旅客鉄道盛岡支社、2013年8月27日。2025年7月30日閲覧。[出典無効]
7. ↑  「気仙沼線（柳津～気仙沼間）及び大船渡線（気仙沼～盛間）における鉄道事業の廃止の日の繰上げの届出について (PDF)」（プレスリリース）、東日本旅客鉄道、2020年1月31日。2020年2月6日閲覧。
8. ↑  「鉄道事業の廃止の届出に係る廃止の日の繰上げについて (PDF)」（プレスリリース）、国土交通省東北運輸局、2020年1月29日。2020年2月1日時点のオリジナル (PDF)よりアーカイブ。2020年2月6日閲覧。

### 利用状況
1. 1 2  「BRT駅別乗車人員（2023年度）| 企業サイト：JR東日本」東日本旅客鉄道。2025年7月30日閲覧。
2. ↑  「BRT駅別乗車人員（2013年度）：JR東日本」東日本旅客鉄道。2025年7月30日閲覧。
3. ↑  「BRT駅別乗車人員（2014年度）：JR東日本」東日本旅客鉄道。2025年7月30日閲覧。
4. ↑  「BRT駅別乗車人員（2015年度）：JR東日本」東日本旅客鉄道。2025年7月30日閲覧。
5. ↑  「BRT駅別乗車人員（2016年度）：JR東日本」東日本旅客鉄道。2025年7月30日閲覧。
6. ↑  「BRT駅別乗車人員（2017年度）：JR東日本」東日本旅客鉄道。2025年7月30日閲覧。
7. ↑  「BRT駅別乗車人員（2018年度）：JR東日本」東日本旅客鉄道。2025年7月30日閲覧。
8. ↑  「BRT駅別乗車人員（2019年度）：JR東日本」東日本旅客鉄道。2025年7月30日閲覧。
9. ↑  「BRT駅別乗車人員（2020年度）| 企業サイト：JR東日本」東日本旅客鉄道。2025年7月30日閲覧。
10. ↑  「BRT駅別乗車人員（2021年度）| 企業サイト：JR東日本」東日本旅客鉄道。2025年7月30日閲覧。
11. ↑  「BRT駅別乗車人員（2022年度）| 企業サイト：JR東日本」東日本旅客鉄道。2025年7月30日閲覧。